# Lineinoje (Kaliningrad)
Lineinoje (russisch Линейное, deutsch Arweiden und Bögen, Kreis Preußisch Eylau) ist der gemeinsame Name zweier früher eigenständiger Orte in der russischen Oblast Kaliningrad (Gebiet Königsberg (Preußen)). Sie liegen in der Niwenskoje selskoje posselenije (Landgemeinde Niwenskoje (Wittenberg)) im Rajon Bagrationowsk (Kreis Preußisch Eylau).

## Geographie
Lineinoje (hier: Arweiden) liegt 18 Kilometer südöstlich der Stadt Kaliningrad (Königsberg) an der russischen Fernstraße A 195 (ehemalige deutsche Reichsstraße 128). Bis zur Rajonshauptstadt Bagrationowsk (Preußisch Eylau) sind es 21 Kilometer. Es besteht über die Bahnstation Tharau (heute russisch: Wladimirowo) Anbindung an die Bahnstrecke der ehemaligen Ostpreußischen Südbahn von Königsberg (heute russisch: Kaliningrad) über Lötzen (heute polnisch: Giżycko) nach Prostken (polnisch: Prostki), die bis Bagrationowsk wieder in Betrieb genommen worden ist.

## Geschichte
Lineinoje/Arweiden (bis 1945)
Das frühere Arweiden war ein Gutsdorf, das ab 1874 in den Amtsbezirk Schrombehnen (russisch: Moskowskoje) eingegliedert war. Dieser gehörte zum Landkreis Preußisch Eylau im Regierungsbezirk Königsberg der preußischen Provinz Ostpreußen. Im Jahre 1910 zählte der Gutsbezirk Arweiden 66 Einwohner.
Am 30. September 1928 endete die Selbständigkeit von Arweiden mit dem Ortsteil Dorotheenhof, als es nämlich mit den Gutsbezirken Schrombehnen (Moskowskoje), Jesau (Juschny) und Marienhöh zur neuen Landgemeinde Jesau und nun auch in dem Amtsbezirk Jesau (1930 in „Amtsbezirk Wittenberg“ (Niwenskoje) umbenannt) zusammengeschlossen wurde.
Lineinoje/Bögen (bis 1945)
Der einst Bögen genannte kleine Ort war als ein Vorwerk angelegt und war Teil des Gutsbezirks Schrombehnen (heute russisch: Moskowskoje) und gehörte zum Amtsbezirk Schrombehnen im Landkreis Preußisch Eylau im Regierungsbezirk Königsberg der preußischen Provinz Ostpreußen. Mit der Eingliederung Schrombehnens in die neue Landgemeinde Jesau (Juschny) kam Bögen wie Arweiden in den Amtsbezirk Jesau, der 1930 in „Amtsbezirk Wittenberg“ (Niwenskoje) umbenannt wurde.
Lineinoje (seit 1945)
Im Jahr 1945 kamen Arweiden und Bögen mit dem nördlichen Ostpreußen zur Sowjetunion. 1950 wurde Bögen in „Lineinoje“ umbenannt. Bis 2009 war Lineinoje in den Wladimirowski sowjet (Dorfsowjet Wladimirowo (Tharau)) eingegliedert und ist seither – aufgrund einer Struktur- und Verwaltungsreform eine als „Siedlung“ (russisch: possjolok) eingestufte Ortschaft innerhalb der Niwenskoje selskoje posselenije (Landgemeinde Niwenskoje (Wittenberg)) im Rajon Bagrationowsk.

## Kirche
Bis 1945 waren sowohl Arweiden als auch Bögen mit ihrer mehrheitlich evangelischen Bevölkerung in das Kirchspiel der Kirche Jesau (heute russisch: Juschny) eingepfarrt. Es gehörte zum Kirchenkreis Preußisch Eylau (Bagrationowsk) innerhalb der Kirchenprovinz Ostpreußen der Kirche der Altpreußischen Union.
Heute liegt Lineinoje im Einzugsbereich der Dorfkirchengemeinde in Gwardeiskoje (Mühlhausen), die eine Filialgemeinde der Auferstehungskirche in Kaliningrad (Königsberg) ist. Sie ist Teil der Propstei Kaliningrad in der Evangelisch-lutherischen Kirche Europäisches Russland (ELKER).